# Going Home (film, 1944)
Pour les articles homonymes, voir Going Home.
Going Home est un cartoon de la série Private Snafu produite par Warner Bros durant la Seconde Guerre Mondiale. Réalisé en 1944 par Chuck Jones, le dessin animé fait bon usage des talents vocaux de Mel Blanc.
Les scénaristes des dessins animés de Snafu n'étaient généralement pas crédités, mais les historiens de l'animation considèrent que le scénariste de ce court-métrage est Dr Seuss.
Le cartoon n'est jamais sorti, sans que l'on sache pourquoi avec certitude ; seules des hypothèses existent à ce sujet.

## Synopsis
Le soldat Snafu, en congé de l'armée, revient sur le front intérieur des États-Unis (en) après avoir traversé la « galère mondiale » de la Seconde Guerre mondiale. Son navire passe devant la statue de la Liberté pour entrer dans le port de New York, puis Snafu fait route vers sa ville natale de Podunk. Le narrateur explique que Snafu, le « héros de retour » de la ville, se sent « en sécurité chez lui, loin des combats ». Il se sent également en sécurité lorsqu'il discute de sujets militaires avec des civils, y compris d'informations classées secrètes.

Quelques images du dessin animé Going Home.

Snafu commence par parler à sa famille et à sa petite amie (une blonde) au cours d'un dîner. Il décrit les activités récentes de son unité, la 999e division, et sa coopération avec l'armée britannique. Il continue à offrir des informations à d'autres personnes tout en se promenant dans la ville. Il décrit à un officier de police les détails de la construction d'une base secrète et de sa piste d'atterrissage. Dans une station-service, il tente d'impressionner la serveuse en lui donnant des informations sur les nouveaux chars japonais.
Dans un cinéma, un reportage annonce qu'une des îles japonaises a été anéantie, que l'événement est attribué à une arme secrète américaine, et Hideki Tōjō ne sait pas ce qui l'a frappée. Parmi les spectateurs de la salle de cinéma se trouve Snafu, assis à côté d'une jolie brune. Essayant d'impressionner la dame, il partage des informations sur ladite arme secrète : un bazooka volant. Ses informations détaillées sont présentées sous la forme d'un diagramme schématique.
Alors qu'il boit dans un bar, Snafu révèle des informations concernant la prochaine action prévue contre les forces ennemies. Un miméographe est représenté en train d'imprimer ces informations. Dans un parc, Snafu embrasse une jeune femme derrière un buisson. Il prend le temps de décrire les opérations de la guerre du Pacifique. L'information « Confidentiel »" se retrouve sur un panneau électrique. Chez un coiffeur, Snafu se fait couper les cheveux et faire une manucure. Il ne peut s'empêcher de partager des informations militaires avec le coiffeur et la manucure. Le narrateur fait remarquer qu'écrire ces informations dans le ciel ne serait pas plus efficace pour les rendre publiques.
Au début de la scène finale, Snafu est chez lui et danse le jitterbug avec sa petite amie. Une annonce radio les informe des dernières nouvelles du ministère de la Guerre. La 999e division a été entièrement anéantie par les forces ennemies et le désastre militaire est imputé à des « fuites récentes d'informations militaires confidentielles ». Snafu est furieux qu'un abruti ait « ouvert sa gueule » et que sa division ait disparu. Il souhaite que le crétin inconnu soit écrasé par un tramway. En réponse, un tramway traverse le salon et écrase Snafu, mettant fin au court-métrage.

## (Non-)sortie
Achevé en mai ou juin 1944, Going Home n'est jamais sorti. La raison de cette décision est inconnue, mais il y a plusieurs théories sur le sujet :
- La scène montrant Snafu et la fille allongés (et vraisemblablement en train de s'embrasser) dans les buissons a été jugée trop suggestive sur le plan sexuel selon les normes de l'époque ; en outre, une scène ultérieure montre le couple en train de danser, et on peut voir, le temps d'un éclair, la culotte de la fille[3] ;
- La série Snafu était dans une phase de transition et le court métrage rappelait trop les épisodes précédents. À l'origine, le public visé par la série était constitué de recrues qui avaient besoin d'être formées aux rudiments de la vie militaire. À l'été 1944, le public cible avait changé, car le personnel militaire des États-Unis comptait des millions de d'anciens combattants. Pour mieux refléter ce public, Snafu est devenu, de soldat incompétent, un soldat plus expérimenté et plus efficace[4] ;
- La représentation du front intérieur était trop négative. Dans les autres épisodes de la série, les informations divulguées parviennent à l'ennemi grâce aux services d'espions ; ici, ces informations parviennent en quelque sorte à l'ennemi lorsqu'elles sont communiquées à des civils américains. En d'autres termes, les civils sont le canal qui transmet l'information et sape l'effort militaire[2] ;
- La scène finale comporte une blague sur l'anéantissement d'une unité militaire, qui n'était guère susceptible de divertir un public militaire[2] ;
- L'arme secrète, capable d'anéantir des îles entières, a été jugée un peu trop proche d'un véritable secret militaire : la bombe atomique[2].

## Voix
- Mel Blanc : Soldat Snafu
- Frank Graham : Speaker de la radio